# Gordon Hunt
Gordon Hunt ( Londres , 1950) y estudió con Teresa MacDonagh. Ha desarrollado una distinguida carrera como
oboísta y como director de orquesta y en la actualidad es primer oboe de la London Philharmonia Orchestra y de la London Chamber Orchestra, puesto que también ocupó, con anterioridad, en la London Philharmonic Orchestra.

## Trayectoria
Ha actuado con la Filarmónica de Berlín como artista invitado. Como solista, ha trabajado con directores como Vladimir Ashkenazy, Andrew Davis, Carlo-Maria Giulini, Kirill Kondrashin, Riccardo Muti, Sir John Pritchard, Sir Simon Rattle, Giuseppe Sinopoli, Jeffrey Tate y Franz Welser-Möst. 
Ha dado conciertos y recitales en los cinco continentes, incluyendo el doble concierto de Bach, con Pinchas Zukerman y la English Chamber Orchestra. Entre sus grabaciones se encuentran los conciertos de Arnold,Vivaldi, Bach y Druschetzky, así como el Concierto para oboe de Richard Strauss con la Orquesta Sinfónica de Radio Berlín y Vladimir Ashkenazy (Decca) y la Sinfonía concertante de Haydn con Pinchas Zukerman y la English Chamber Orchestra (BMG). 
Entre 1991 y 1997 Gordon Hunt fue director de la Swedish Chamber Winds y sigue trabajando con grupos de viento en varios países. Ha dirigido la Sinfónica Nacional de Sudáfrica, la Filarmónica de Johannesburgo, Orquesta de Cámara Sueca, y las sinfónicas de Norrköpping, Aalborg y Christchurch. 
En junio de 2001, ocupó el cargo de director artístico de la Danish Chamber Players y en marzo de 2003 participó en el Festival de Primavera de Budapest, tanto en su faceta de intérprete como en la de director. 
Gordon Hunt es socio honorario de la Royal Academy of Music y miembro del jurado del Concurso Internacional de
Tokio que se celebra cada tres años. Toca un oboe fabricado en el año 2000 por la casa Howarth de Londres. 